# New Maps of Hell
New Maps Of Hell es el decimocuarto álbum de la banda californiana Bad Religion, publicado en julio de 2007 por Epitaph Records. Con este disco la banda celebra el 25º aniversario de su primer lanzamiento, How Could Hell Be Any Worse?.
Jay Bentley asegura que "no es un disco político. Es más bien una declaración sobre ser independiente. Escogimos el título en una tienda de discos donde nos estaban haciendo una sesión de fotos. En uno de los discos había una canción que se llamaba así (se refiere a uno de los temas del álbum “Fanfare”, de Mocket, la banda de punk futurista de Olympia) y a Brian Baker se le ocurrió que era un buen título para el disco."

## Lista de canciones
| N.º | Título                | Escritor(es) | Duración |  |
| 1.  | «52 Seconds»          | Gurewitz     | 0:58     |  |
| 2.  | «Heroes & Martyrs»    | Gurewitz     | 1:25     |  |
| 3.  | «Germs Of Perfection» | Graffin      | 1:27     |  |
| 4.  | «New Dark Ages»       | Gurewitz     | 2:47     |  |
| 5.  | «Requiem For Dissent» | Graffin      | 2:08     |  |
| 6.  | «Before You Die»      | Graffin      | 2:34     |  |
| 7.  | «Honest Goodbye»      | Gurewitz     | 2:51     |  |
| 8.  | «Dearly Beloved»      | Gurewitz     | 2:19     |  |
| 9.  | «Grains Of Wrath»     | Graffin      | 3:00     |  |
| 10. | «Murder»              | Gurewitz     | 1:18     |  |
| 11. | «Scrutiny»            | Graffin      | 2:36     |  |
| 12. | «Prodigal Son»        | Gurewitz     | 3:07     |  |
| 13. | «The Grand Delusion»  | Graffin      | 2:10     |  |
| 14. | «Lost Pilgrim»        | Graffin      | 2:28     |  |
| 15. | «Submission Complete» | Graffin      | 3:40     |  |
| 16. | «Fields Of Mars»      | Gurewitz     | 3:39     |  |

| Japanese Version |                       |              |          |  |
| N.º              | Título                | Escritor(es) | Duración |  |
| 17.              | «Sorrow» (Acoustic)   | Gurewitz     | 3:18     |  |
| 18.              | «God Song» (Acoustic) | Graffin      | 2:17     |  |

| 2008 Deluxe Edition |                             |              |          |  |
| N.º                 | Título                      | Escritor(es) | Duración |  |
| 17.                 | «Silent Tack»               | N/A          | 0:04     |  |
| 18.                 | «Won't Somebody» (Acoustic) | Gurewitz     | 3:08     |  |
| 19.                 | «Adam's Atoms» (Acoustic)   | Graffin      | 2:37     |  |
| 20.                 | «Sorrow» (Acoustic)         | Gurewitz     | 3:12     |  |
| 21.                 | «God Song» (Acoustic)       | Graffin      | 2:40     |  |
| 22.                 | «Dearly Beloved» (Acoustic) | Gurewitz     | 2:37     |  |
| 23.                 | «Chronophobia» (Acoustic)   | Graffin      | 1:55     |  |
| 24.                 | «Skyscraper» (Acoustic)     | Gurewitz     | 3:00     |  |

## Créditos
- Greg Graffin - cantante
- Brett Gurewitz - guitarra
- Brian Baker - guitarra
- Greg Hetson - guitarra
- Jay Bentley - bajo
- Brooks Wackerman - batería